# إيلي نويز
إيلي نويز (بالإنجليزية: Eli Noyes)‏ (18 أكتوبر 1942 – 23 مارس 2024) هو منتج أفلام ورسام رسوم متحركة ومصمم جرافيك ومخرج أمريكي، ولد في واشنطن العاصمة في الولايات المتحدة.

## وصلات خارجية
- إيلي نويز على موقع IMDb (الإنجليزية)
- إيلي نويز على موقع تيرنر كلاسيك موفيز (الإنجليزية)
- إيلي نويز على موقع أول موفي (الإنجليزية)
- إيلي نويز على موقع قاعدة بيانات الفيلم (الإنجليزية)